# Punition du goudron et des plumes
Pour les articles homonymes, voir Du goudron et des plumes.

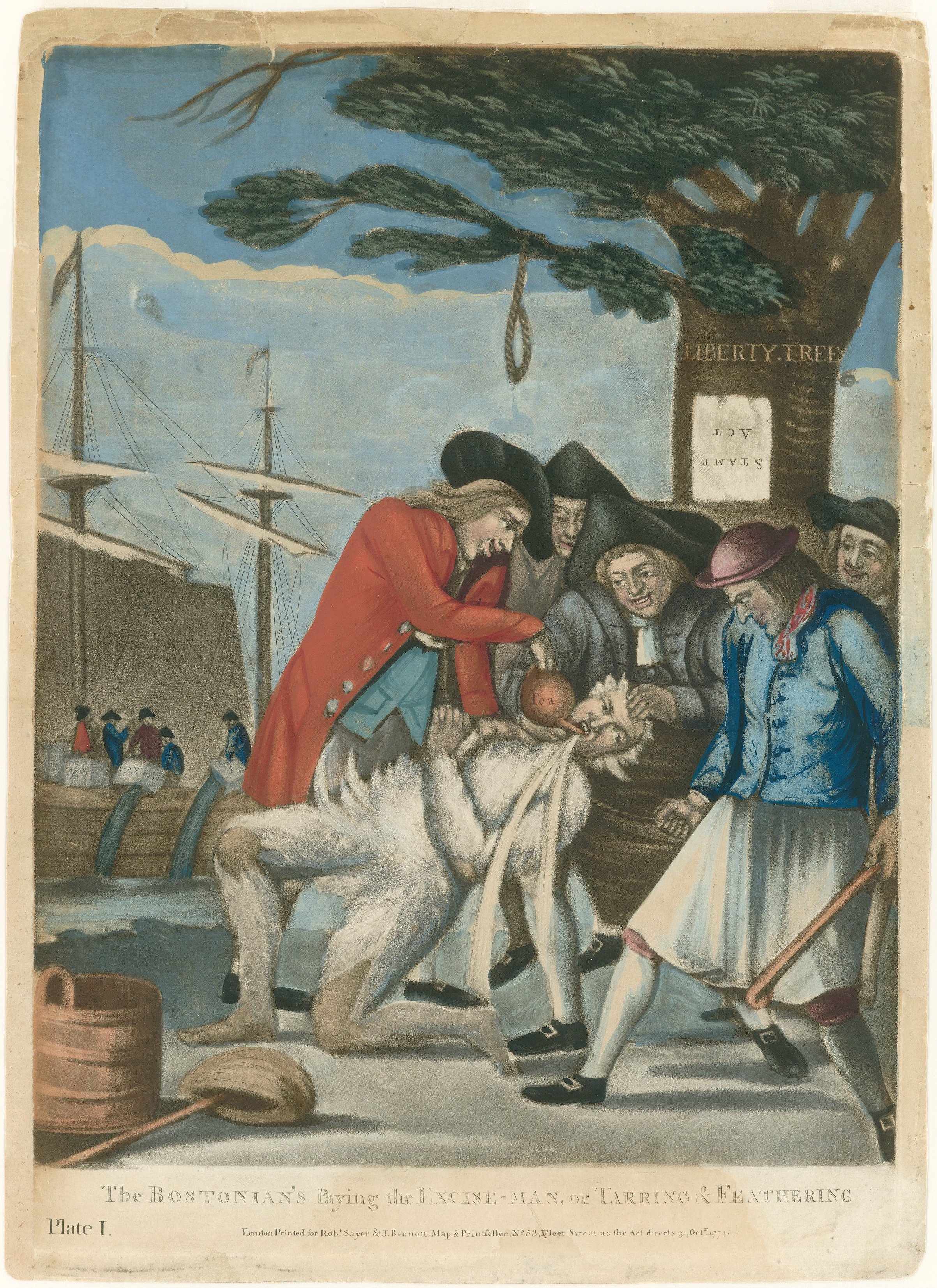
Les habitants de Boston payant le droit d'accise, 1774.
Affiche de propagande britannique représentant l'application du goudron et des plumes au commissaire des douanes John Malcolm quatre semaines après la célèbre Boston Tea Party. Ses tortionnaires versèrent également du thé bouillant dans sa gorge, comme le montre la gravure. Noter la corde suspendue à l'arbre de la liberté et le Stamp Act affiché à l'envers.

La punition du goudron et des plumes est une torture, qui remonte au moins à l'époque des Croisades. Héritage d'une justice féodale, officielle ou non, d'abord appliquée en Europe et au sein de ses colonies, puis au début des temps modernes aux États-Unis, notamment au Far West (« tarring and feathering »), elle fut exécutée en général par une foule vengeresse, comme le lynchage.

## Description
Le goudron (de pin) et les plumes issues des élevages de gallinacés se trouvaient alors en abondance. Lors d'une scène typique d'utilisation du goudron et des plumes, le sujet de la vindicte populaire était dévêtu jusqu'à la taille. Du goudron était alors soit versé, soit appliqué au pinceau sur la personne tandis qu'on l'immobilisait. Ensuite, soit l'on jetait des plumes sur la victime, soit on la roulait dans une pile de plumes de façon que ces dernières adhèrent au goudron collant. Il n'était pas rare d'exhiber la victime au cours d'une parade dans la ville. Les plumes collaient au goudron pendant plusieurs jours, rendant évidente et durable l'infamie de la personne. Le but de ce supplice était à la fois la blessure physique et morale, humiliant le supplicié suffisamment pour lui faire quitter la ville et le dissuader d'y causer des troubles.
Cette pratique ne constitua jamais une punition officielle aux États-Unis, mais plutôt une forme d'auto-justice. 
Il y eut en outre des cas d'usage du goudron et des plumes en Irlande du Nord, au cours du conflit nord-irlandais. En ces derniers cas, le personnel médical put s'occuper rapidement et efficacement des victimes.

### Variantes passées et contemporaines
Ce supplice connut en outre quelques variantes au cours de l'Histoire :
- une variante plus brutale encore dénommée pitchcapping, destinée à endommager gravement l'épiderme et la chair sur le sommet du crâne, fut utilisée par les troupes britanniques contre les sujets suspectés de rébellion durant l'expédition d'Irlande de 1798 ;
- parfois, seule la tête était rasée, goudronnée et parsemée de plumes ;
- sous une forme moins sévère, ne causant pas de blessure, le goudron et les plumes étant appliqués sur les vêtements ou sous-vêtements de la victime ; cette pratique est toujours occasionnellement en usage, en tant que châtiment humiliant, par exemple pour marquer la désobéissance du sujet à ses engagements envers une fraternité (voir bizutage).

### Conséquences physiques possibles
Un certain mythe a été entretenu selon lequel le goudron chaud provoque de graves brûlures, parfois mortelles, partant du principe que le « goudron » désigne l'asphalte, utilisé sur les routes, généralement stocké à l'état liquide à environ 150 °C. Mais au dix-huitième siècle, on entend par « goudron » le goudron de pin, utilisé à plusieurs fins dans la construction et le calfatage des navires. Le goudron de pin n’a pas besoin d’être très chaud pour être collant (voir aussi l'incident du goudron de pin). Les chantiers navals chauffaient ce goudron pour qu'il s'écoule plus facilement, mais le goudron de pin commence à fondre à environ 60 °C. C’est bien au-dessus de la température idéale de l’eau d'un bain, mais bien en deçà de la température de l’asphalte chaud. Le goudron de pin a pu toutefois être assez chaud pour blesser quelqu'un. Le juge loyaliste Peter Oliver se plaignit de cette manière, lorsqu'une foule attaqua le Dr Abner Beebe, du Connecticut : « on lui a versé du goudron chaud qui lui a terni la peau ». Les émeutiers ont probablement appliqué le goudron avec un balai ou un pinceau, ce qui a dû abaisser sa température; il était parfois même badigeonné par-dessus les vêtements.
Les goudrons et les plumes causaient sans aucun doute de la douleur et beaucoup d’inconfort et de désagrément ; les éventuelles blessures physiques causées par ce châtiment variaient selon la température et la qualité du goudron utilisé – des brûlures au premier degré sont occasionnées après un très bref contact avec un matériau chauffé à environ 70 °C ou après trente secondes pour un matériau atteignant les 55 °C –  mais le châtiment devait avant tout être source d'embarras pour la victime, et appliqué en public, il devait être humiliant. Il n'y a toutefois pas d'exemples de personnes de l'Amérique révolutionnaire en train de mourir de la punition du goudron et des plumes.
La chimie s'est désintéressée du goudron de pin avec la disparition de son principal débouché, la marine en bois. Il n'avait pas la nocivité du goudron de houille, cancérigène avéré : le goudron de pin a fait par ailleurs partie des pharmacopées anciennes, à usage interne comme à usage externe ; aujourd'hui encore, il est l'ingrédient de certains shampooings.

## Histoire
| Photographie en noir et blanc représentant un homme à mi-corps, torse nu, vu de face, avec des touffes de poils adhérant au corps. · Photographie en noir et blanc représentant un homme à mi-corps, torse nu, vu de dos, avec des touffes de poils adhérant au corps. |

La plus vieille mention de cette punition se trouve dans les ordres que Richard Ier d'Angleterre fit passer à son armée en partance pour la Terre sainte en 1191. Elle était destinée aux voleurs et aux traîtres, à qui l'on rasait la tête avant de la badigeonner de goudron et d'y déposer des plumes. Le condamné était ensuite abandonné à son sort.
Un usage plus tardif de cette punition est mentionné dans Notes and Queries série 4, vol. V, qui cite un certain James Howell, écrivant de Madrid en 1623. Il décrit comment l'évêque d'Halberstadt fit tuer des volailles et disposer leurs plumes dans une grande salle. Il fit ensuite déshabiller les moines et nonnes, les fit couvrir d'huile et de goudron et rouler dans les plumes.
En 1696, un huissier de justice londonien qui tentait de poursuivre un débiteur réfugié dans le quartier dénommé Liberties of the Savoy — l'un des quartiers où la loi londonienne ordinaire ne s'appliquait pas — fut passé au goudron et aux plumes avant d'être emmené dans une brouette jusqu'au Strand, où il fut attaché à l'arbre de mai qui était érigé là où se trouve l'actuelle Somerset House.
Le second incident de cette nature à avoir eu lieu en Amérique fut rapporté en 1766. Un certain capitaine William Smith fut couvert de goudron et de plumes avant d'être jeté dans le port de Norfolk, en Virginie. Il fut secouru par un navire juste avant que ses forces ne l'abandonnent. Il survécut et fit le récit suivant : « ils couvrirent mon corps et mon visage de goudron puis me jetèrent des plumes dessus ». Comme la plupart des victimes de ce châtiment au cours de la décennie suivante, Smith était suspecté de renseigner des contrebandiers cherchant à éviter le service des douanes britanniques.
La punition fut employée à Salem, Massachusetts, en 1767, quand des foules en colère se vengèrent sur de petits employés de ce même service des douanes. En octobre 1769, une foule à Boston s'attaqua de la même façon à un marin des douanes, et d'autres incidents eurent lieu en 1774, avec pour point culminant le passage au goudron et aux plumes du loyaliste John Malcolm qui attira particulièrement l'attention du public. Ces actes associèrent la punition du goudron et des plumes à la frange Patriote lors de la Guerre d'indépendance des États-Unis. En mars 1775, un régiment britannique infligea le même châtiment à un homme du Massachusetts suspecté de vouloir acheter leurs mousquets. Il n'y a pas de source écrite attestant que quiconque soit décédé des suites de cette punition à cette époque.
Dans les années 1920, des opposants au syndicat Industrial Workers of the World capturèrent l'un des chefs de file du mouvement dans le port de San Pedro, à Los Angeles, Californie. Ils le passèrent au goudron et aux plumes avant de l'abandonner en un lieu isolé.
Au cours du XXe siècle, de nombreux Afro-Américains subirent ce traitement en guise de punition et de harcèlement.
À la suite de la libération de la France à l'issue de la Seconde Guerre mondiale, il y eut des rumeurs concernant l'utilisation de cette punition sur de supposés collaborateurs des Allemands. La plupart des victimes supposées seraient des femmes ayant entretenu des relations intimes avec des soldats allemands.
Une technique similaire fut employée par l'Armée républicaine irlandaise au cours des premières années du conflit en Irlande du Nord. La plupart des victimes étant là encore des femmes suspectées d'avoir eu des relations sexuelles avec des policiers ou des soldats britanniques.
Le 26 août 2007, un inconnu fut passé au goudron et aux plumes dans le sud de Belfast par l'Ulster Defence Association. Il était suspecté de se livrer au trafic de drogue.

## Goudron et plumes dans la culture populaire
- Dans la série de bande dessinée Lucky Luke, les Dalton sont des habitués du goudron et des plumes, ainsi que les tricheurs professionnels. La bande dessinée et plusieurs des films d'animation qui en ont été tirés — et plus particulièrement le premier, intitulé Daisy Town — présentent des scènes où les quatre frères Dalton subissent ce châtiment puis se lavent dans un point d'eau. Dans la série animée Les nouvelles aventures de Lucky Luke, ce châtiment est parfois injustement pratiqué par des brutes contre un "pied-tendre", désignant une personne gentille et faible. Mais lorsque Lucky Luke est là, cela se retourne toujours contre les auteurs.

- Dans le jeu télévisé espagnol El Gran juego de la oca, le concurrent tombé sur la case 58 fut passé tout habillé au goudron et aux plumes.

- Dans Les Aventures de Huckleberry Finn, le Dauphin et le Duc subissent cette punition après avoir joué The Royal Nonesuch à une foule prévenue de leurs mauvaises intentions par Jim.

- Ryan Dunn s'essaya au goudron et aux plumes dans un épisode de Jackass.

- Le personnage de fiction Jonesy est supplicié par des miliciens de l'époque de la Grande Dépression au cours d'un épisode de La Caravane de l'étrange (Carnivàle), série télévisée de la chaîne HBO. Son supplice est particulièrement brutal et manque de le tuer. Il est sauvé par Ben Hawkins qui utilise l'âme de dizaines de vautours déjà réunis pour festoyer afin de sauver Jonesy.

- Edgar Allan Poe, dans sa nouvelle humoristique Le Système du docteur Goudron et du professeur Plume, raconte comment le personnel d'un asile psychiatrique (du Sud de la France) est passé au goudron et aux plumes par les patients rebellés. Ce titre est repris dans l'album musical de The Alan Parsons Project, Tales of Mystery and Imagination (1976) sous la forme : (The System Of) Doctor Tarr and Professor Feather.
- Le groupe Cardiacs a lui aussi écrit une chanson sur ce thème, sous le titre de Tarred and Feathered, issu de l'EP Big Ship.

- Jimmy Carter, dans son roman Hornet's Nest paru en 2003, décrit le châtiment appliqué à un membre du parti conservateur du Royaume-Uni par des Fils de la Liberté. Le personnage s'en sort avec des brûlures graves aux mains et aux pieds et doit être amputé des orteils.

- Dans le jeu vidéo The Curse of Monkey Island, Guybrush Threepwood est passé au goudron et aux plumes par l'équipage d'un bateau pirate.

- Dans le film Des hommes sans loi de John Hillcoat un des Bootlegger subit le supplice du goudron et des plumes. Il est couvert de la tête aux pieds par un policier qui fait auto-justice, et est ensuite exhibé chez un autre bootlegger pour le dissuader de continuer son métier.

- Dans la quatrième saison de la série américaine American Horror Story, le père d'un des membres du cirque subit le supplice du goudron et des plumes après avoir mutilé sa propre fille.

- Dans l'épisode 5 de la saison 2 de la série Deadwood, une foule en colère essaye d'enduire de goudron et de plumes un homme, en raison de sa couleur de peau.

- Dans la mini-série John Adams de la chaine HBO, un agent du gouvernement britannique est pris à partie par une foule en colère, lasse des taxes qu'elle doit payer à la couronne. Celle-ci déshabille le fonctionnaire et le couvre de goudron brûlant et de plumes, avant de l'exhiber publiquement sur une poutre dans les rues de Boston.

- Le quatrième épisode de la première saison de la série télévisée Norsemen se termine par la dépiction du supplice infligé par des villageois à leur chef par intérim qui avait abusé de son pouvoir.

- Dans le deuxième épisode de la saison 5 de Outlander des Régulateurs torturent des Britanniques avec du goudron et des plumes.

## Usage métaphorique dans la sphère anglo-saxonne
L'image du hors-la-loi soumis au supplice du goudron et des plumes est restée si vivace dans les pays de culture anglo-saxonne que l'expression y désigne métaphoriquement une humiliation publique, de nombreuses années après que la pratique elle-même a disparu. (to be) tarred and feathered (lit. « être passé au goudron et aux plumes ») signifie ainsi soulever l'indignation ou provoquer la vindicte publique. Dans le même ordre d'idées, (to be) tarred with the same brush (lit. « être goudronné avec le même pinceau ») signifie être associé dans l'esprit d'autrui à une personne souffrant d'une image négative.